# Pieve delle Sante Flora e Lucilla

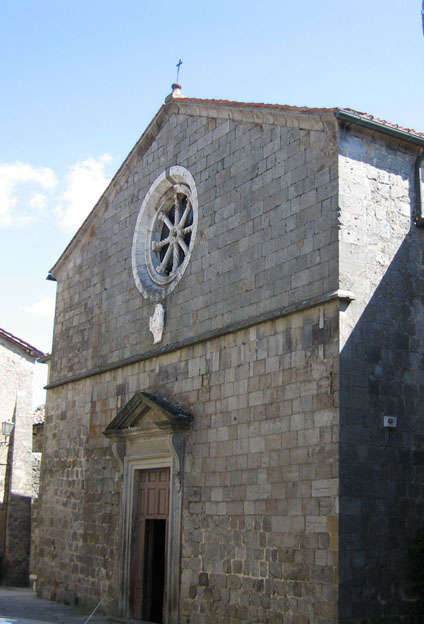
La façade

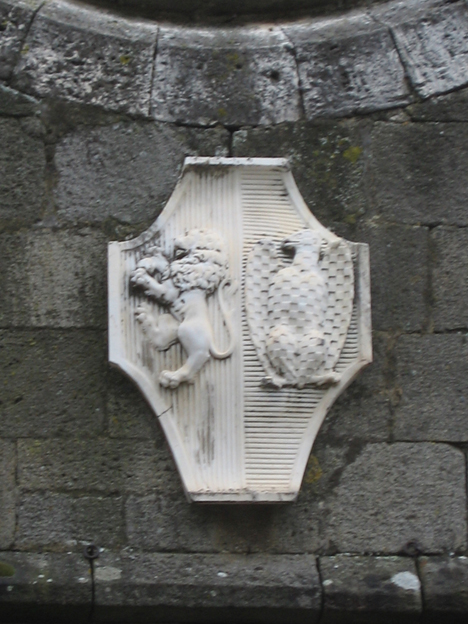
Blason de la façade

La Pieve delle Sante Flora e Lucilla est un des édifices catholiques situés dans le bourg médiéval de Santa Fiora, en province de Grosseto (Toscane).

## Historique
La Pieve delle Sante Flora e Lucilla date initialement de 1142, puis elle fut reconstruite après un incendie dans le milieu du Quattrocento et transformée à la fin du XVIIIe siècle.
C'est une église paroissiale d'abord dédiée à sainte Fiora ; elle le fut, à la suite de sa reconstruction par le Comte Bosio Sforza et d'une donation nouvelle de reliques issues d'un monastère d'Arezzo, aux saintes patronnes de la ville sainte Flore et sainte Lucie, fêtées conjointement le 29 juillet, par une procession partant de la Pieve accompagnée de ces mêmes reliques.

## Architecture
Elle présente une façade à double pente (facciata a capanna) divisée par une corniche horizontale, un portail de style renaissance, une rosace en travertin sous laquelle figure le blason sculpté des Aldobrandeschi, en marbre. 
L'intérieur est à trois nefs, séparées par six arcades, avec  un chœur quadrangulaire.

## Œuvres
Cette église est décorée  par plusieurs œuvres remarquables d'une seule provenance, des bas-reliefs alla robbiana en terracotta invetriata exécutées par l'atelier des Della Robbia entre 1465 et 1490 :
- La Madonna della Cintola,  La Vierge de la ceinture entourés des saints et des anges dans la nef de gauche, 
  - avec en  prédelle (de gauche à droite) : Jésus au milieu de docteurs, Le Baptême du Christ et La Mise au tombeau.
- Le Baptême du Christ entouré d'une guirlande  de fruits et de feuilles, en  retable des fonts baptismaux.
- La  chaire (pulpito) et ses panneaux de La Cène (principal de face), de la Résurrection et de  L'Ascension du Christ (respectivement sur les côtés droit et gauche).
- Un triptyque dans la nef de droite avec (de gauche à droite) :
  - Saint François recevant les stigmates, Le Couronnement de la Vierge et  Saint Jérôme dans sa grotte,
  - avec en prédelle : L'Annonciation, La Nativité et L'Adoration des mages.
- Un tabernacle avec Dieu le père et des anges
- Plusieurs médaillons
- Un crucifix de la même facture.

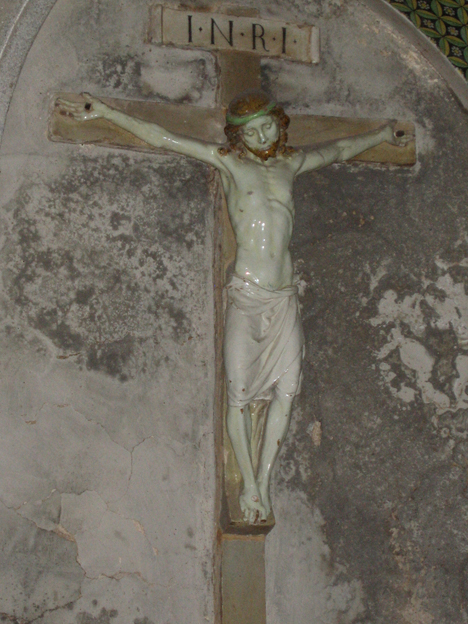
petit crucifix de la nef de droite
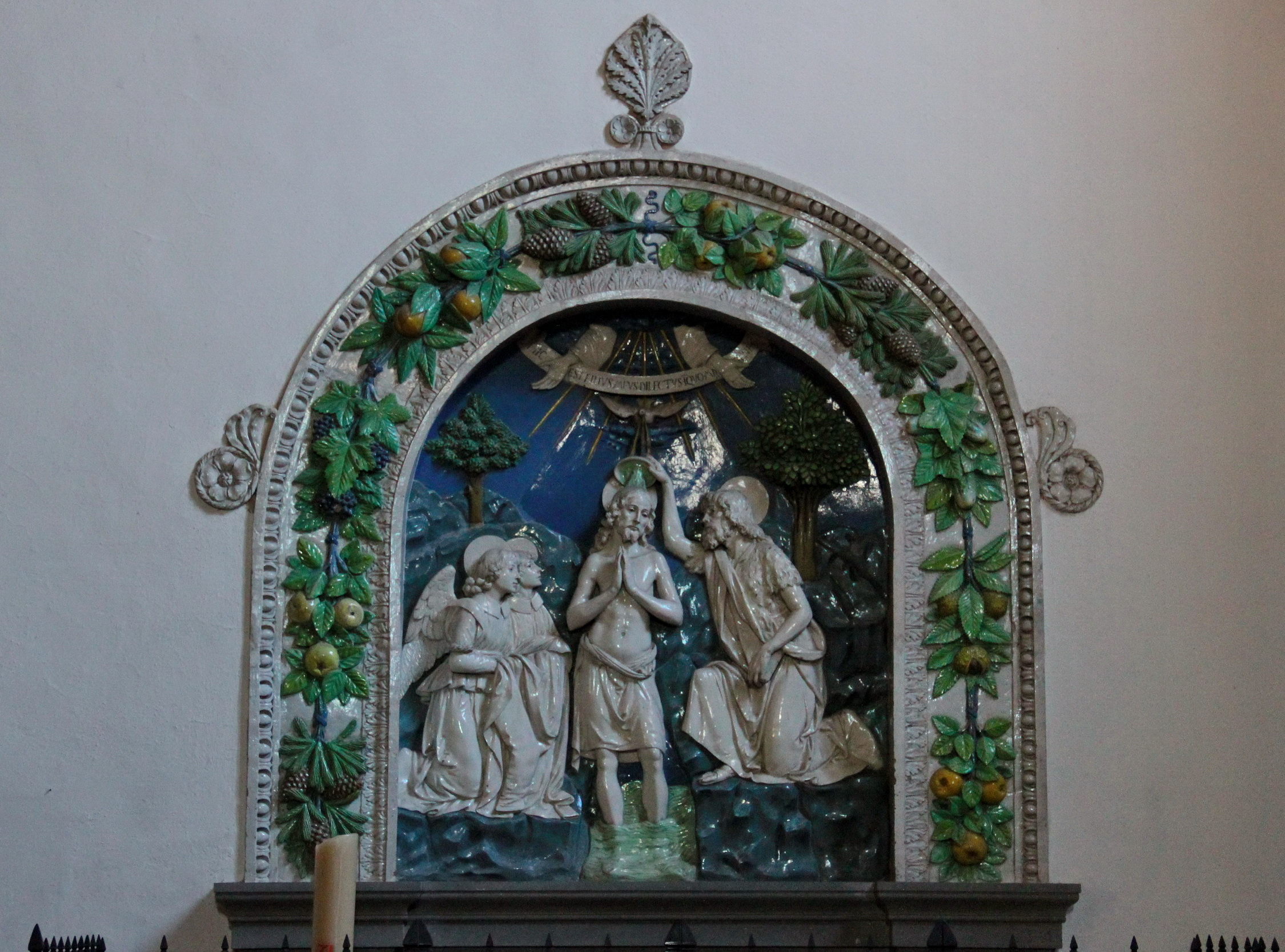
Retable des fonts baptismaux
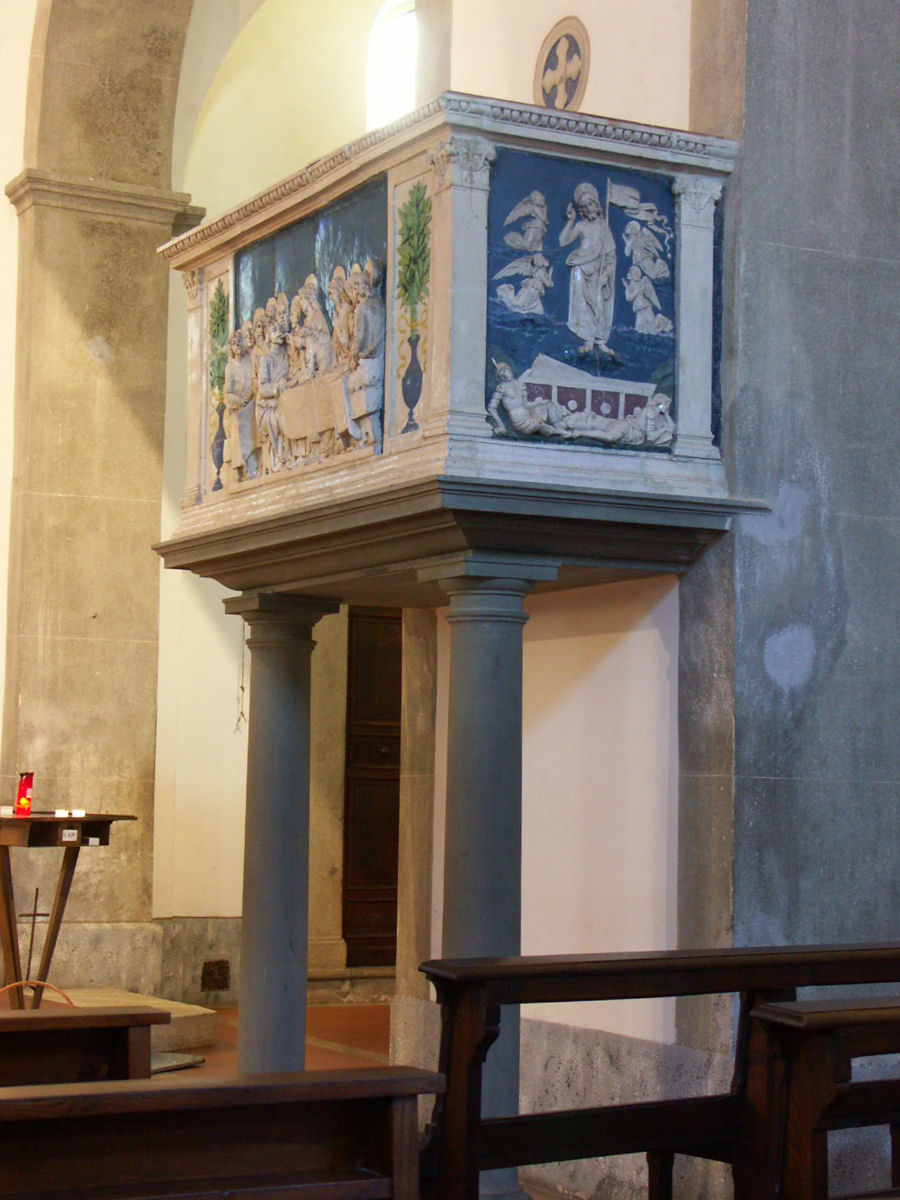
La chaire
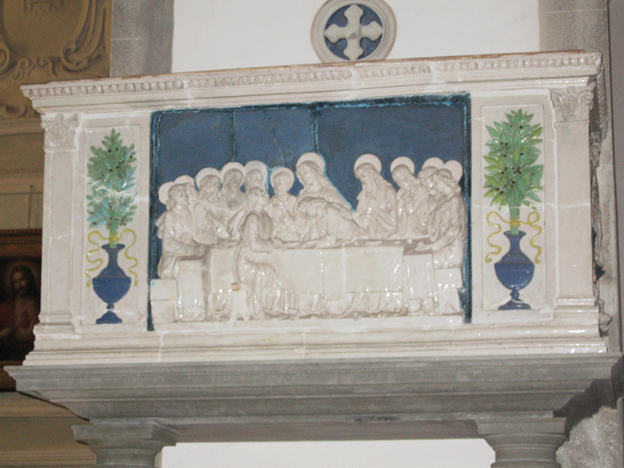
Partie centrale, Ultima cena
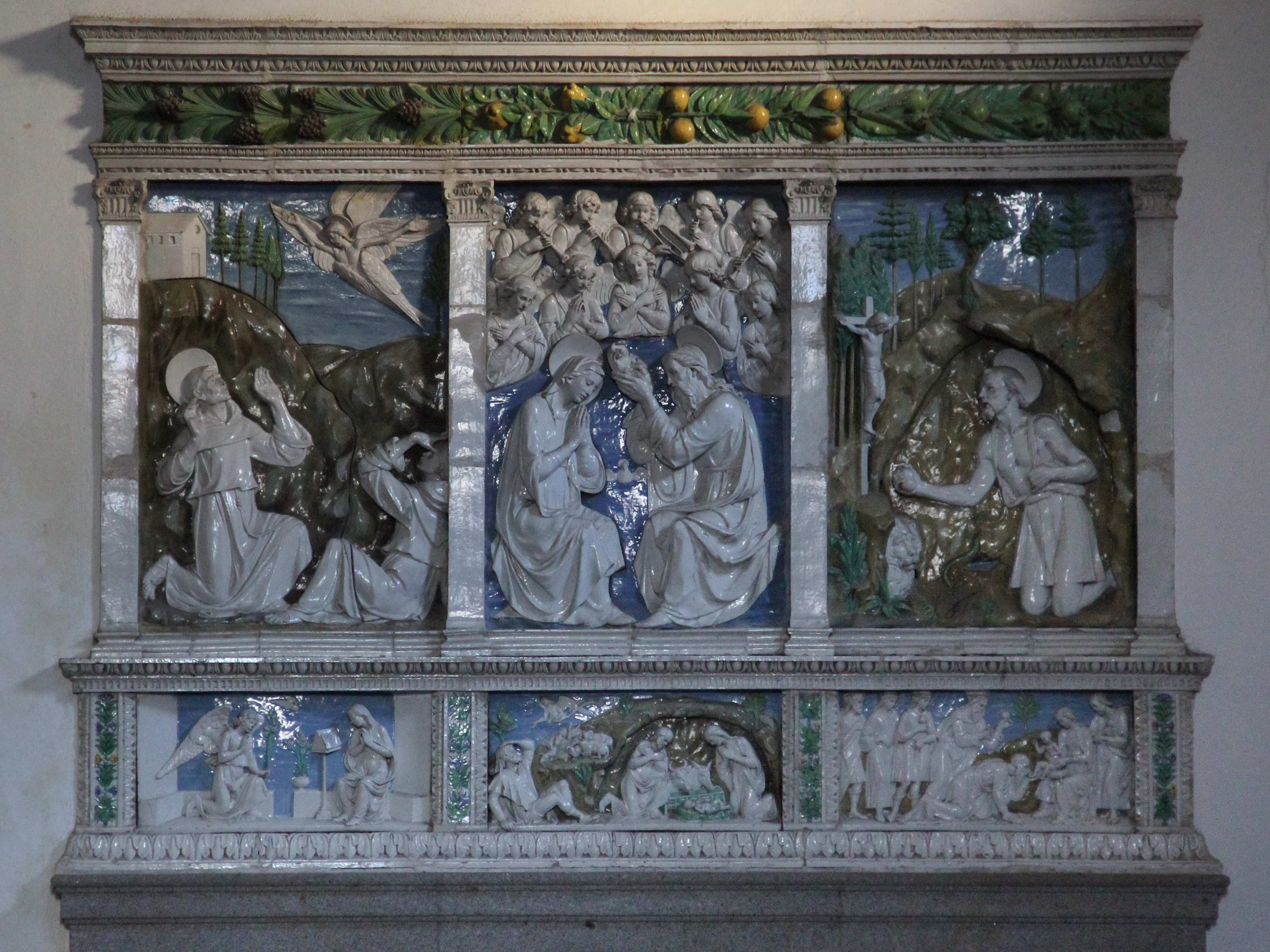
Triptyque de la  nef de droite
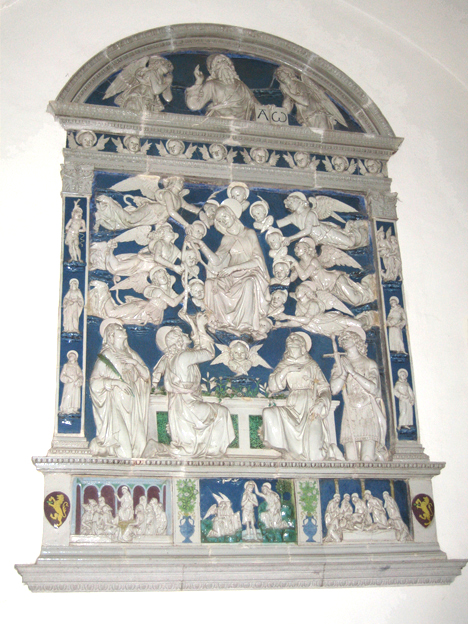
Madonna della Cintola e santi, dans la nef de gauche
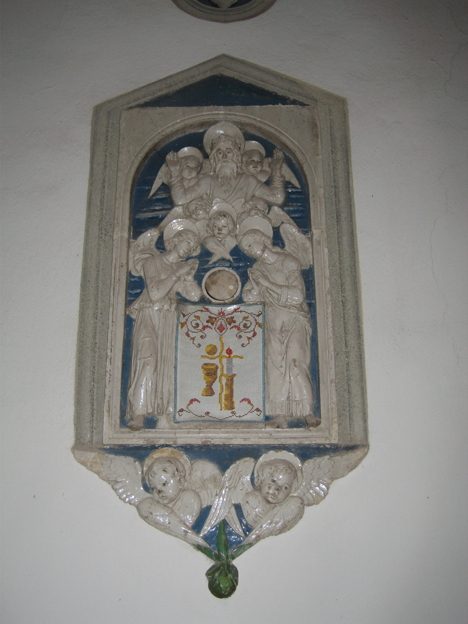
Tabernacle
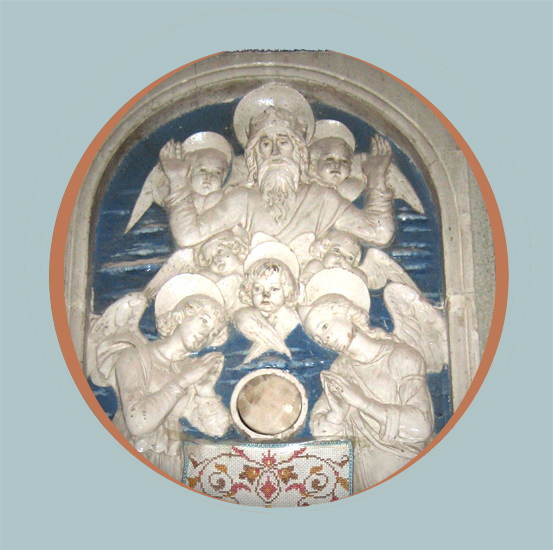
Médaillon de la partie droite du maître-autel